# Grand Coulee (Washington)
Grand Coulee es una ciudad ubicada en el condado de Grant en el estado estadounidense de Washington. En el año 2000 tenía una población de 897 habitantes y una densidad poblacional de 315,4 personas por km².

## Geografía
Grand Coulee se encuentra ubicada en las coordenadas 47°56′23″N 119°0′6″O / 47.93972, -119.00167.

## Demografía
Según la Oficina del Censo en 2000 los ingresos medios por hogar en la localidad eran de $21.818, y los ingresos medios por familia eran $29.375. Los hombres tenían unos ingresos medios de $25.625 frente a los $18.125 para las mujeres. La renta per cápita para la localidad era de $13.639. Alrededor del 19,3% de la población estaban por debajo del umbral de pobreza.